# 科布达斯鼓

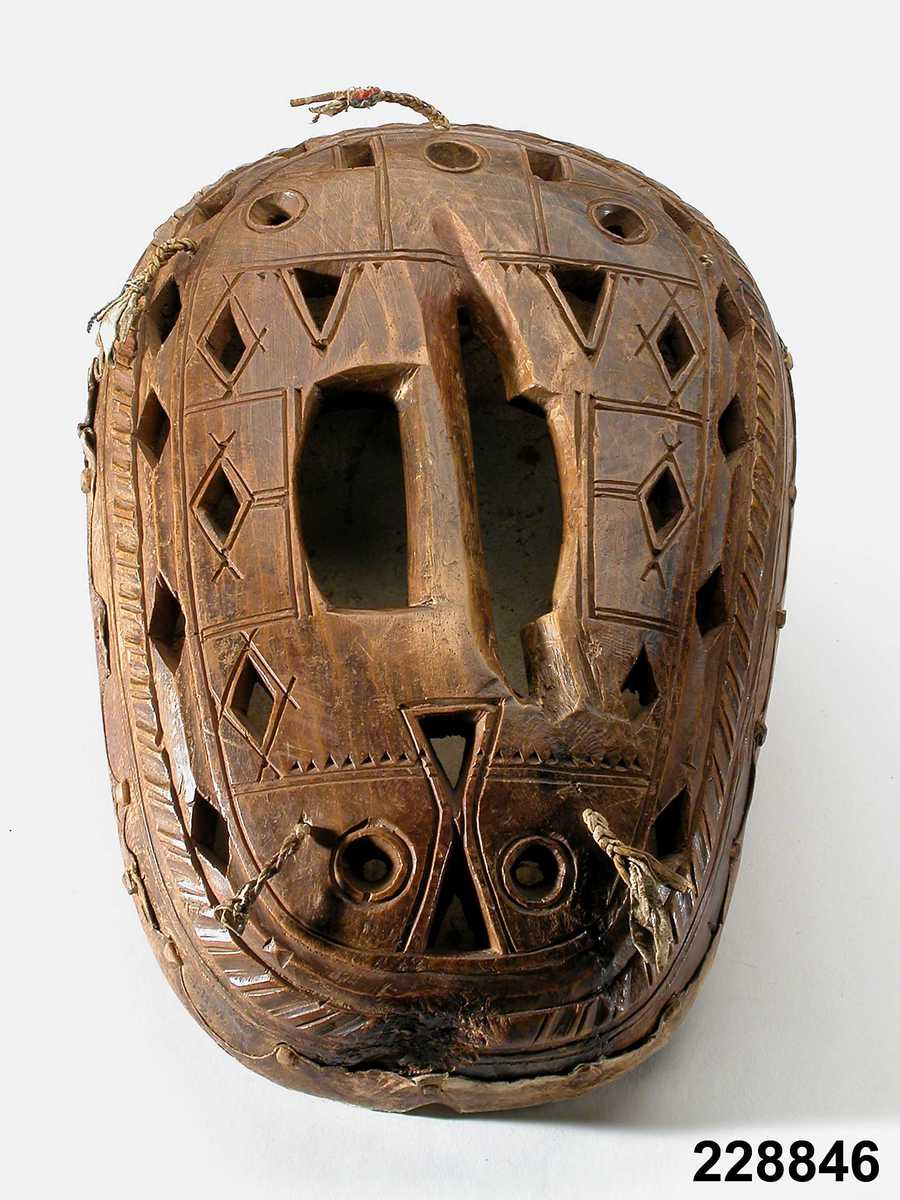
科布达斯鼓

科布达斯鼓（Kobdas），一译喀博达思鼓，是萨米人诺埃蒂巫覡宗教使用的一种仪式鼓。为用来降神及占卜的魔鼓。鼓的构造是一个圆形骨架上覆以驯鹿皮膜。上常以桤木树皮汁液涂绘出一些神像、诺埃蒂守护神及冥府地点等。并以金属、碎骨、牙齿、动物爪子等装饰。